# 三峡坝区

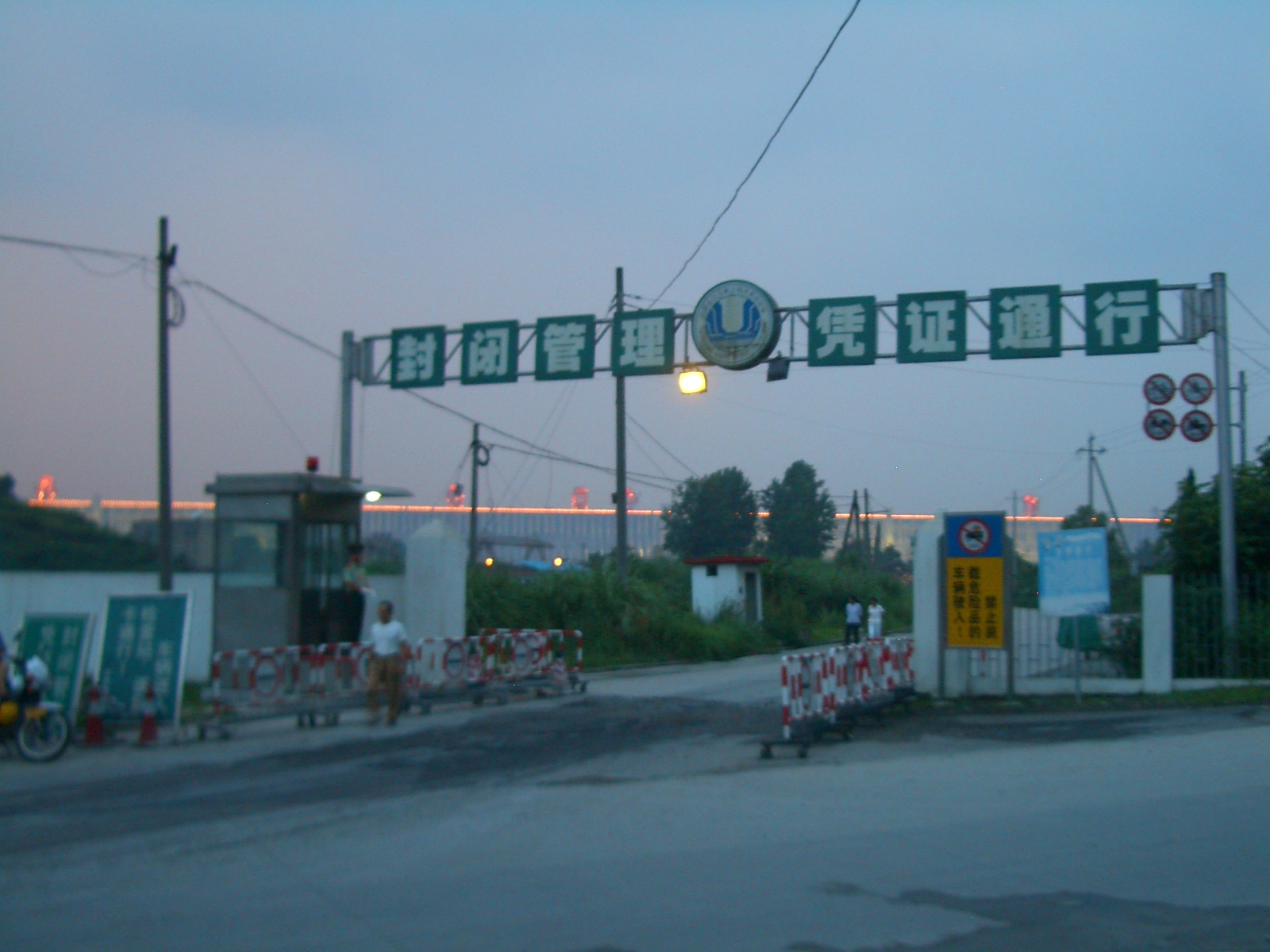
三峡坝区位于三斗坪镇的出入口（2009年）

三峡坝区即三峡工程管理核心区是三峡集团为三峡大坝工程相关的的行政设施及员工生活区，位于宜昌市夷陵区三峡大坝附近的乐天溪镇、三斗坪镇、太平溪镇和秭归县茅坪镇间。三峡坝区采取三级别的封闭管理：“一级封闭“范围15.28平方公里，陆域面积12.8平方千米，外围全部用围墙和铁丝网围住，仅在部分进出口开有设有武警守卫的通道；“二级封闭”是对车辆和行人实行控制，进出三峡坝区有专门的运输公司负责，和施工相关的车辆、人员由三峡总公司保卫处发给出入证件；“三级封闭”是指施工单位在各自的施工部位进行封闭管理。
三峡坝区的行政权并未采取传统的企业办社会模式，而是采取“业主为主、地方配合”模式，由三峡集团和宜昌市人民政府成立若干合作小组，并由宜昌市进驻三峡坝区工委、税务、公安、司法、检察、法院等执法机构。

## 基础建设
三峡坝区内设有20余条道路，均按城市主干道级别建设。其中江峡大道为坝区左岸的主干道，全长10千米。坝区左右岸通过西陵长江大桥连接。出于对三峡工程的输电、泄洪、航行和安全考虑，坝区内的沿江堤坝采用混凝土护坡，同时铺设自然植被以降低生态影响。

## 交通
三峡坝区和宜昌市中心冯家湾检查站通过全长28.64公里的三峡专用公路连接。专用公路由原中国三峡总公司修建，1994年1月开工，并于1996年10月1日建成通车。专用公路全程封闭，不设出入口，运营初期仅限三峡工程相关车辆和持通行证车辆通行。2015年3月1日，三峡专用公路面向社会扩大开放，社会车辆在经过备案登记和安全检查后便可通行一级封闭区。
宜昌公交于2015年10月28日起开通宜昌市区至三峡坝区的216路城际公交。线路自宜昌均瑶广场始发，经三峡专用公路至坝区朱家湾、八河口、三峡旅游区换乘中心、代石、东岳庙、高家溪和风箱沟。